# Dilatació gravitacional del temps

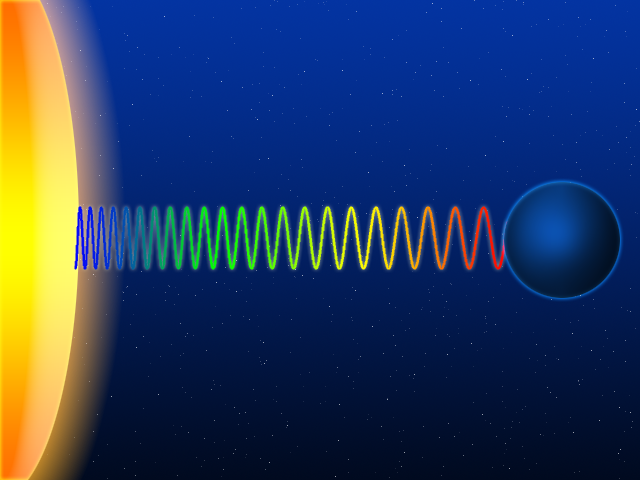
Representació de la dilatació universal del temps

La dilatació Universal del temps va ser descoberta per Albert Einstein l'any 1915, juntament amb la teoria de la relativitat general.
La teoria de la Dilatació Universal del temps explica la diferència en el temps transcorregut mesurat per dos observadors, pot ser degut a la diferència de velocitat entre sí o per estar situat de manera diferent en relació amb un camp gravitatori, és a dir, si s'envia en un viatge espacial un rellotge físicament igual a un altre que es deixa a la Terra, es podria observar una petita diferència en la velocitat del pas del temps entre els dos rellotges, això se sol interpretar com que el temps s'ha ralentitzat pel rellotge enviat a l'espai, però això només és cert en el context del sistema de referència del rellotge observador (el que està a la Terra).